# Heliodoro
Heliodoro de Emesa (Ἡλιόδωρος; Emesa (Imperio romano), s. III -  s. IV) fue un escritor griego, autor de la novela Etiópicas (Αἰθιοπικά), conocida también como Teágenes y Cariclea (Θεαγένης καὶ Χαρίκλεια).

## Biografía
Nada se sabe con seguridad de su vida, que se data de forma variable entre los siglos III y IV. Sócrates de Constantinopla, en el siglo V, identifica al autor de Etiópicas con un cierto Heliodoro, obispo de Trica, pero dicho nombre era muy común en la época. La noticia apareció por primera vez en la Historia de la Iglesia de Sócrates (5, 22). Nicéforo Calixto, en el siglo XIV, extiende esta historia, relatando que el trabajo fue escrito en los primeros años de vida de este obispo, antes de convertirse al cristianismo, y que forzado a elegir entre renegar de su autoría o renunciar al obispado, prefirió lo segundo. Sin embargo, la mayoría de eruditos rechazan esta identificación.

## Enlaces externos

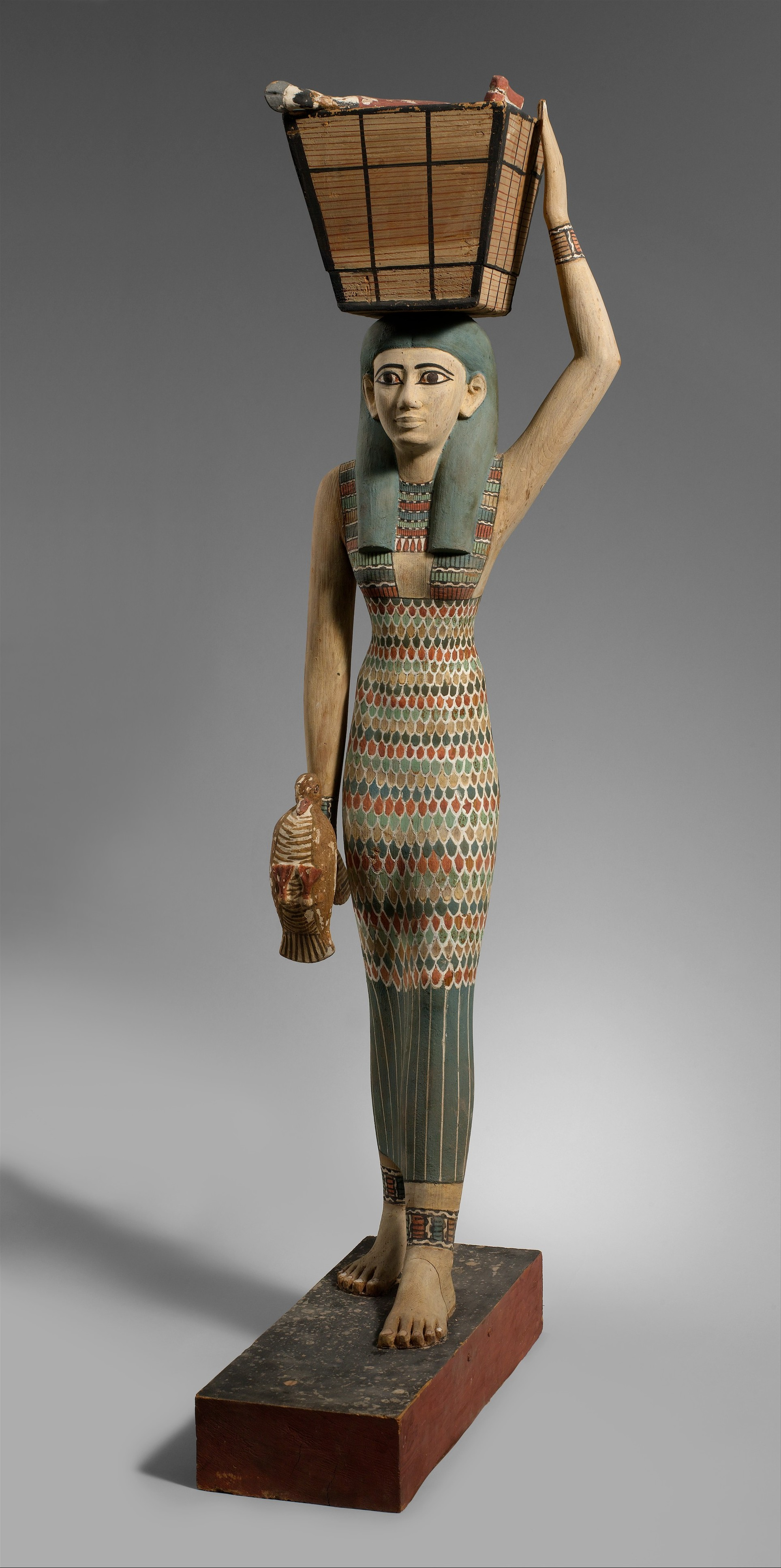
Estatua que representa a una portadora de ofrendas vestida con un kalasiris. Principios del reinado de Amenemhat I.